# Сурмаи, Шандор
Шандор Сурмай (венг. Szurmay Sándor; 19 декабря 1860 — 26 февраля 1945) — венгерский военный офицер и политик, занимавший пост министра обороны венгерской части Австро-Венгерской империи с 1917 по 1918 года.

## Биография

### Ранняя жизнь и карьера
Шандор Сурмаи родился в 1860 году в Бокше, в историческом округе Крассо-Сёрень. Он посещал среднюю школу естественных наук в Сегеде, затем, прервав учебу, присоединился к Императорской королевской привилегированной австрийской государственной железнодорожной компании, где работал стажером, а затем чиновником.
В 1882 году он начал карьеру военного. Сурмаи начал свою службу в восемнадцатом батальоне внутренней обороны Лугожа. После завершения курса обучения в классах Военной академии Людовики он служил адъютантом в звании второго лейтенанта в различных корпусах Венгерского гонведсега.
В период с 1886 по 1887 года он завершил обучение в высших классах академии. В период с 1887 по 1889 года он проходил обучение в Имперском и королевском штабном колледже, который является академией штабных офицеров. В 1889 году ему было присвоено звание первого лейтенанта, после чего он был направлен в штаб Четвёртого армейского корпуса в Будапеште.
К ноябрю 1917 года генерал от инфантерии Сурмаи занимал пост в венгерском подразделении вооруженных сил Австро-Венгрии, известном как Гонвед. В ноябре 1917 года он выступил с требованием разделить объединенную армию Австро-Венгрии на отдельные австрийские и венгерские формирования.
В следующем месяце, на коронном совете под председательством императора, генерал Сурмаи вновь настаивал на полном разделении армии. Он также подчеркнул, что все группы в Венгрии единодушны в вопросе создания венгерской армии.
Эта политика была вновь рассмотрена на совете маршалов в январе 1918 года, где решение было отложено до окончания войны.

## Публикации
- Wörthi (fröschwilleri) csata 1870. 6 августа. Harczászati tanulmány . с картами и изображениями Будапешт, 1890 г.
- Az anspachi Hadseregek ismertetése. У. Отт,
- Mohácsi vész 1526-ban . План боя и подробное описание целей Эзредевса Орсагоша Киаллитаса 1896 года. Будапешт, 1896 год.
- Мохачи хаджарат 1526 г. – бан. . Теркепвазлатталь, Райзмеллеклетеккель, Будапешт, 1901 год.
- А szolgalati szabályzat II. Резенек и Киадаса , Будапешт, 1896 г.
- Гонведег фейлодезенек тертенете аннак фелаллитасатол напрьяинкиг 1868–1898 гг. Кепеккель — это меллеклетеккель. Мегелент и Людовика Академия Козленьебен, Будапешт, 1898 г.
- Thaya menti Waidhofen környékén 1891-ben tartott Hadtest-gyakorlatok , megjelent a Ludovika Akadémia Közlönyében, 1892.
- Weiterentwicklung der kön. ун. Ландвер (Венгерский Кирайи Гонведсег фейлодезе), мегалент и Минерва ок. katonai folyóiratban, Беч, 1893. 23. és 24. sz.
- Die Honvéd-Institution (A Honvédség intézménye), megjelent a Pester Lloydban , 1894 г., октябрь. 25-я и 26-я сз.
- Az orosz vörös veszedelem és Magyarország szerepe . ABC könyvtára, Венгерская большевистская лига, Будапешт, 1921 год.
- Мадьярская катона в Карпатокбане , Кирали Мадьяр Эгиетеми Ньомда киадаса, Будапешт, 1940 год. (Доступно: NRG-COM Kiadó, Будапешт, 2005 г., összeállította és az előszót írta Pap Krisztián).
- Háborús emlékírások, в: Diárium 1940–1942 , I. evfolyam 1–10. сам/II. эвфолям 1–12. сам/III. эвфолям 1–12. сзам, Кирайи Мадьяр Эгьетеми Ньомда киадаса, Будапешт, 1942 год.
- Vadászemlékek, horgászélmények , с предисловием эрцгерцога Австрии Иосифа Августа , Будапешт, 1937 г.
- Хоргасвизен, Вадчапасон , Будапешт, ?. (Hasonmás kiadás: Facsimile Ex Kiadó, Будапешт, 1994 г.).